# さらば星座
『さらば星座』（さらばせいざ）は、黒岩重吾の小説。「濁流の巻」・「波濤の巻」・「奔流の巻」・「彷徨の巻」・「黎明の巻」の5部からなる。小学館の週刊誌「週刊ポスト」に連載され、単行本と文庫本は集英社から刊行している。

## あらすじ
終戦。焼けただれた大阪で孤児・正明は、飢えや汚辱と闘いながら必死に生きていく･････。荒廃の時代を背景に、若き魂の旅立ちを壮大に描く感動の大河ロマン

## 単行本
- 濁流の巻（上・下）
- 波濤の巻（上・下）
- 奔流の巻（上・下）
- 彷徨の巻（上・下）
- 黎明の巻

## 集英社文庫版
- 濁流の巻（上・中・下）（解説・進藤純孝／中村平治／中谷和也）
- 波濤の巻（1・2・3）
- 奔流の巻（1・2・3）
- 彷徨の巻（上・下）
- 黎明の巻（上・下）

## 注
1. ↑  『集英社文庫』内容紹介文より